# 8822 Shuryanka
8822 Shuryanka (1987 RQ2) là một tiểu hành tinh vành đai chính được phát hiện ngày 1 tháng 9 năm 1987 bởi L. G. Karachkina ở Nauchnyj.